# Церква святого архістратига Михаїла (Вага)
Церква святого архістратига Михаїла у Вазі — парафія і храм греко-католицької громади Підгаєцького деканату Бучацької єпархії Української греко-католицької церкви в селі Вага Тернопільського району Тернопільської области.

## Історія церкви
Село Вага розташоване на височині, звідки в гарну погоду можна побачити вершини Українських Карпат.
У 1990 році громада села належала до трьох парафій: Білокриниці, Соколова та Золотники. Наприкінці листопада того ж року о. Мирослав Петрушак запропонував об'єднати громаду та збудувати невелику церкву. Цю ідею підтримали з ентузіазмом. На перших зборах було обрано церковний комітет на чолі з Василем Квасничкою. У березні 1991 року виконком сільради видав дозвіл на будівництво, яке вирішили здійснювати власними силами. Основними фундаторами, окрім громади, стали Теребовлянський райвиконком, Підгаєцька РДА та селянська спілка «Промінь». Один із фундаторів, В. Нарольський, газифікував церкву і допоміг з укладанням бруківки.
Будівництво завершили, і 21 листопада 1991 року майбутній храм назвали на честь Святого Архистратига Михаїла. Освятив його владика Бучацької єпархії Іриней Білик 23 липня 2006 року. Упродовж 15 років о. Мирослав Петрущак здійснював духовну опіку над громадою.
При парафії діють церковне братство та сестринство, а також спільнота «Матері в молитві», створена у 2007 році.

## Парохи
- о. Мирослав Петрущак (1990—2005),
- о. Руслан Ковальчук (2005—2012),
- о. Василь Стасів (з 2012).